# 훈련자위관 소총 난사 사건
훈련자위관 소총 난사 사건(일본어: 訓練自衛官小銃乱射事件 군렌지에이칸 쇼쥬우 란샤 지켄[*])은 훈련중인 자위관이 동료를 향해 소총을 난사한 사건이다.

## 사건의 개요
1984년 2월 27일 낮 무렵, 육상자위대 야마구치 주둔지에 있는 제17보통과연대 사격장에서 사격훈련을 받은 60명의 대원 중 왼쪽 끝에 있던 이등육사 A(당시 21세)가 뒤돌아서 갖고 있던 64식 소총을 사격장에 나란히 앉은 자위관을 향해 난사했다. 그 결과 4명이 중경상을 입고, 그 중 1명은 다음날 사망했다. A는 소총을 휴대한 채 지프로 도주, 즉각 자위대와 야마구치현 경찰은 경계태세를 취하고 오후 4시 40분에 야마구치 시내에서 신병을 구속했다.

## 범인의 배경
A는 "평소 욕을 하던 동료에 대하여 달갑지 않았다. 누구든 쏘고 싶었다"고 동기를 말했으나, 중증의 우울증에 의한 심신상실상태에 있어 기소되지 않고 정신병원에 입원하게 되었다. A는 1983년 6월에 입대했지만 당초 자위대는 입대시의 지능테스트의 성적도 우수하고, 채용에는 문제없었다고 주장했다.
A는 오사카 부의 사립대학 중퇴 후인 1981년 9월에 오쓰 시에 있는 교육대대에 입대해 이후 히메지에 배속되어 있었다. 그러나 1982년 7월에 무단결근하고 간사이 방면을 놀러 다녔다며 6일 정직 처분을 받아 의원퇴직한 전력이 있었다. 즉, 자위대는 문제없는 자위관을 다시 고용한 셈이다. 이 사건에서 A는 징계 면직처분을 받았고, 방위사무차관이 훈계처분을 비롯한 자위대 상층부 24명이 감봉과 주의처분을 받았다.

## 비고
사건이 발생한 같은 날 야마구치현 이와쿠니시에 있는 해상자위대 제31항공군 소속 대잠초계기 PS-1이 훈련 중에 에히메 현 이요나다 앞바다에 추락해 탑승자 12명 전원이 순직하는 참사가 발생해 방위청에서는 최악의 하루가 되었다.
또, A의 직속상관인 이등육조(당시 36세)는 작년 말부터 A의 기묘한 행동을 알고 있어 중대 소대에 빨리 익숙해지도록 격려했으나 자위대 고위층과 동시에 훈계처분을 받았다. 이 이등육조는 처분을 받은 4개월 후인 7월 3일에 자살했다.

## 참고 자료
- "메이지·다이쇼·쇼와·헤이세이 사건·범죄대사전(明治・大正・昭和・平成　事件・犯罪大事典)", 도쿄법경학원출판(東京法経学院出版)、2002년